# Элеонора Брильядори
Элеонора Брильядори (род. 18 февраля 1960) — итальянская модель, актриса и телеведущая. Родилась в Милане. Телевизионную карьеру начала в 1977 году в качестве ассистента Энцо Тортора в развлекательном шоу Portobello на канале RAI. В этом же году дебютировала на сцене в пьесе Мещанская свадьба (реж. Ф. Батистинни, 1977) в театре Королевской виллы в Монце. В 1980 году стала главным диктором нового канала Canale 5. В 1984 году вместе с Пиппо Баудо (Pippo Baudo) и Хизер Паризи (Heather Parisi) вела шоу Fantastico на канале Rai 1. В 1985 году вышла комедия Это паранормальное явление (Sono un fenomeno paranormale) с её участием. В 1988 году ее отстранили от участия в фестивале детской песни Zecchino d'Oro, из-за её появления на обложке мужского журнала Playmen. В недавние годы приняла участие в некоторых телевизионных реалити-шоу, в том числе в Notti sul ghiaccio (аналог шоу Ледниковый период) и L’Isola dei Famosi (аналог шоу Survivor).